# Sarwar
Sarwar es una ciudad del estado de Rajastán, en la India. 

## Geografía
Sarwar está localizado en 26°04′N 75°00′E / 26.07, 75.0 a una altitud promedio de 337 metros.

## Demografía
Según el censo indio de 2001, Pushkar contaba con una población de 16.194, de los cuales el 52% son varones y el 48% mujeres. La tasa de alfabetismo es del 48%, menor que la media nacional del 59.5%. Por sexos, la tasa de alfabetismo de los varones es del 61%, y de las mujeres del 32%. En Sarwar, el 19% de la población tenía en 2001 menos de 6 años.